# Southend-on-Sea
Southend-on-Sea ist eine Stadt in der Grafschaft Essex im Vereinigten Königreich mit 182.773 Einwohnern (Stand 2018). Das Seebad liegt am nördlichen Ufer der Themse-Mündung in die Nordsee und ist Industriezentrum mit Elektro- und Pharmaindustrie sowie kultureller Mittelpunkt der Region mit Theatern, Kinos, Museen und Galerien. Zu Ehren des im Oktober 2021 ermordeten konservativen Politikers Sir David Amess verlieh Königin Elisabeth II. Southend-on-Sea den Stadtstatus.

## Stadtgliederung
Der Stadt gehören folgende Ortsteile an: Chalkwell, Eastwood, Leigh-on-Sea, Prittlewell, Shoeburyness, Southchurch, Thorpe Bay und Westcliff-on-Sea.

## Geschichte
Der Ort wurde zwischen 500 und 850 n. Chr. von heidnischen Sachsen als Prittlewell gegründet. Seit 1481 wird der Name Southend (Sowthende) verwendet. 
Im Jahre 1768 wurde Southend-on-Sea zum ersten Mal als Seebad erwähnt. 1793 errichtete man das königliche Hotel und die Terrasse. Im 19. Jahrhundert entwickelte sich der Ort zu einem mondänen Seebad. Die 1889 eröffnete und mehrfach ausgebaute Pier hat eine Länge von 2,16 Kilometern und gilt damit als längste Vergnügungspier der Welt.
Mehrfach wurde die Pier durch Feuer beschädigt, so in den Jahren 1959, 1976 und 1992. Beim bisher letzten Brand am 9. Oktober 2005 wurden etliche Gebäude des Piers zerstört, so zum Beispiel eine Bahnstation und ein Pub. 
1856 erhielt der Ort Anschluss an das Bahnnetz des Landes. Am 15. August 1892 wurde Southend-on-Sea zu einem Municipal Borough.

### Ermordung von David Amess und Stadtstatus
Der langjährige konservative Parlamentsabgeordnete Sir David Amess setzte sich fortdauernd für einen Stadtstatus von Southend-on-Sea ein. Im Oktober 2021 wurde er während eines Wahlkampfauftritts in einer Kirche in Southend-on-Sea ermordet. Kurz darauf gab der Premierminister des Vereinigten Königreichs, Boris Johnson, bekannt, dass Königin Elisabeth II. zustimmte, Southend-on-Sea zu Ehren von David Amess den Stadtstatus zu verleihen. Innenministerin Priti Patel nannte Amess nach seinem Tod „Mr Southend“.

## Sehenswürdigkeiten

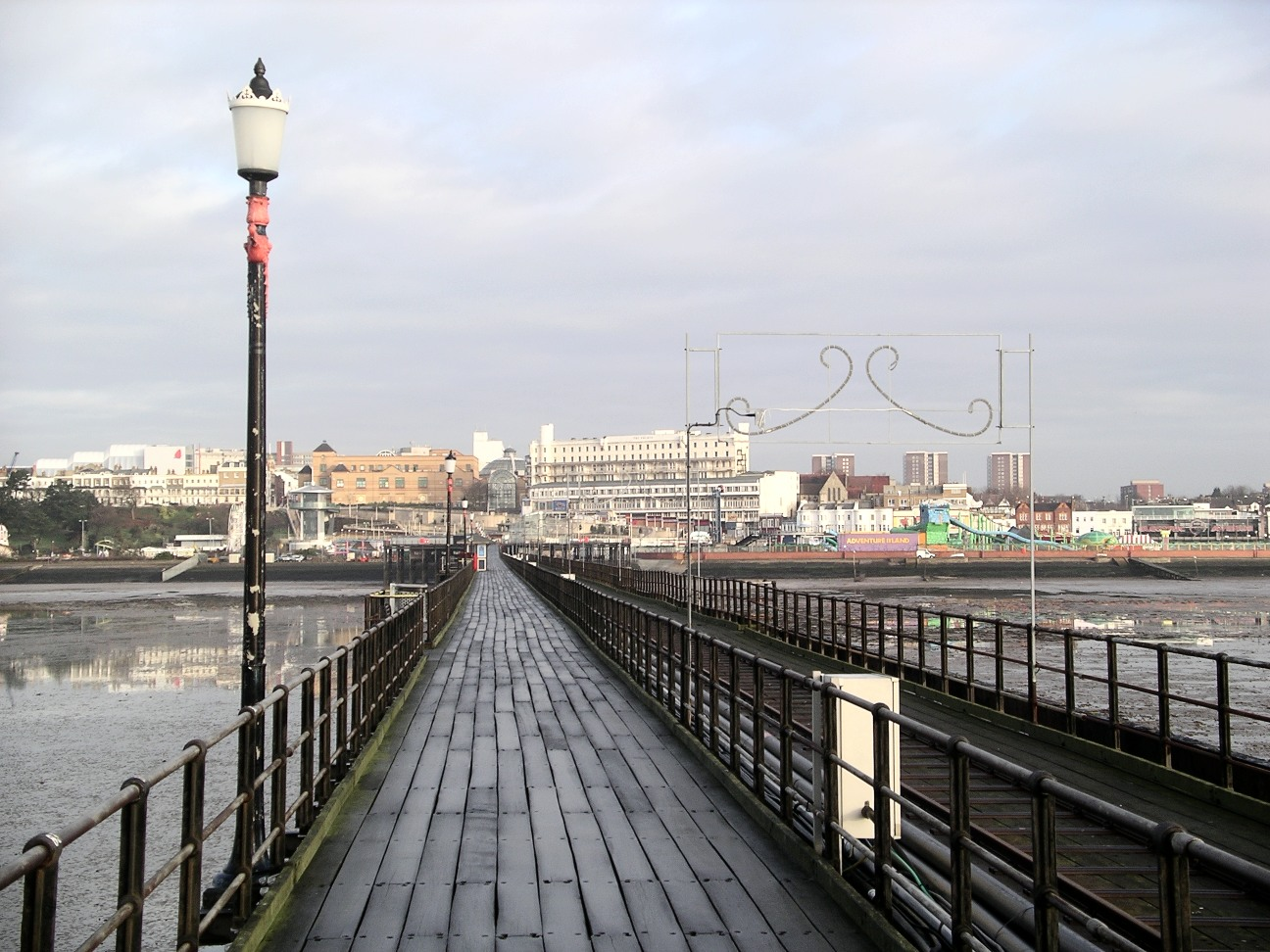
Pier

Im Jahr 1110 wurde die Cluniazenser-Priorei errichtet. Sehenswert ist das in der restaurierten Priorei eingerichtete Museum. Interessant sind auch das Central Museum, das Planetarium, die Southchurch Hall und die Beecroft Art Gallery. Ebenfalls sehenswert sind die Parkanlagen und der Southend Pier, der mit einer Länge von 2.158 m die längste Seebrücke der Welt ist.
Southend-on-Sea ist auch Heimat des Freizeitparks Adventure Island.

## Verkehr
Die Bahnstrecke Great Eastern Railway (bzw. one) verbindet die Stadt vom Bahnhof Southend Victoria über Billericay mit dem Londoner Bahnhof Liverpool Street. Die Linie c2c (London, Tilbury and Southend Line) verbindet die Bahnhöfe Southend Central und Southend East über Tilbury mit dem Londoner Bahnhof Fenchurch Street.
Den Busverkehr wickeln die Unternehmen Arriva und First Group ab, die ihre Fahrkarten gegenseitig anerkennen. National Express unterhält eine täglich verkehrende Buslinie nach Liverpool und der Bus X30 der First Group bindet Southend-on-Sea an den Airport London Stansted an. Die Straßen A13 road und die vierspurige A127 road verbinden Southend-on-Sea mit London.
Der London Southend Airport ging aus dem Militärflugplatz Rochford hervor und bietet heute Wartungs- und Instandhaltungsarbeiten an Flugzeugen, Pilotenausbildungen, Gesellschafts- und Freizeitflüge sowie an den Samstagen im Sommer Linienflüge nach Jersey an. Es existieren Pläne zur Erweiterung des Flughafens einschließlich der Einbeziehung eines Bahnhofs im Jahr 2009. Im Dezember 2008 wurde der Southend Airport von der Stobart-Gruppe für 21 Millionen Pfund gekauft. Neben dem Flughafen wurden mehrere neue Geschäfte erbaut. Im April 2012 hat die Billigfluggesellschaft easyJet hier eine Basis eröffnet.

## Söhne und Töchter der Stadt
- Warwick Deeping (1877–1950), Schriftsteller
- Edward Power Biggs (1906–1977), US-amerikanischer Konzertorganist britischer Herkunft
- Philip Curtis (1920–2012), Lehrer und Jugendbuchautor
- Paddy Roy Bates of Sealand (1921–2012), Gründer und ehemaliger Fürst des Fürstentums Sealand
- Avril Dankworth (1922–2013), Musikpädagogin und Autorin
- Peter Cook (* 1936), Architekt und Autor
- David Pink (* 1939), Bogenschütze
- Robert Lloyd (* 1940), Opernsänger
- David Lloyd (* 1948), Tennisspieler
- Barry Cooper (* 1949), Musikwissenschaftler
- Sir David Amess (1952–2021), Politiker, 2021 in Southend-on-Sea ermordet
- Michael Bates of Sealand (* 1952), Regierungschef und Fürst von Sealand
- Rupert Keegan (1955–2024), Automobilrennfahrer
- Roy Ernest Hay (* 1961), Musiker (Gitarrist bei Culture Club)
- Paul Webb (* 1962), Musiker, Komponist, Sänger und Songschreiber (Bassist bei Talk Talk)
- Lee Harris (* 1962), Musiker, Komponist, Sänger und Songschreiber (Schlagzeuger bei Talk Talk)
- Steve Maish (* 1963), Dartspieler
- Ruth Strauss (* 1963), Squashspielerin
- Emma Chambers (1964–2018), Schauspielerin
- James Brokenshire (1968–2021), Politiker
- Warren Ellis (* 1968), Autor von Comics, Büchern und Drehbüchern
- Spencer Prior (* 1971), Fußballspieler und -trainer
- Jamie Oliver (* 1975), Koch
- Alex Hassell (* 1980), Schauspieler
- Mark P. Witton (* 1984), Wirbeltierpaläontologe, Sachbuchautor und Paläokünstler
- Hannah Tointon (* 1987), Schauspielerin
- Nathalie Emmanuel (* 1989), Schauspielerin
- Rosalie Cunningham (* 1990), Singer-Songwriterin
- Jake Caskey (* 1994), Fußballspieler
- Ryan Peniston (* 1995), Tennisspieler
- George Sear (* 1997), Schauspieler
- Cameron Carter-Vickers (* 1997), englisch-amerikanischer Fußballspieler
- Jasmine Armfield (* 1998), Schauspielerin
- Eve Thomas (* 2001), neuseeländische Schwimmerin